# ФК «Аматоре» (Відень) у сезоні 1925—1926
Сезон 1925/26 — 16-й сезон в історії «Аматоре», а також 15-й сезон підряд, котрий клуб провів у вищому дивізіоні австрійського футболу. За підсумками сезону клуб вдруге в своїй історії виграв «золотий дубль», став дворазовим чемпіоном Австрії и чотириразовим володарем Кубка Австрії.
Чемпіонат Австрії в цьому сезоні офіційно називався Перша ліга Відня.

## Чемпіонат Австрії

### Турнірная таблица
| М | Клуб        | І  | В  | Н | П | МЗ | МП | Р    | О  |
| - | ----------- | -- | -- | - | - | -- | -- | ---- | -- |
| 1 | Аматоре     | 24 | 15 | 5 | 4 | 73 | 39 | 1,87 | 35 |
| 2 | Вієнна      | 24 | 14 | 3 | 7 | 61 | 45 | 1,36 | 31 |
| 3 | Зіммерингер | 24 | 12 | 5 | 7 | 64 | 52 | 1,23 | 29 |

### Матчі
Час початку матчів: центральноєвропейський (MEZ)
| 1 тур 30 серпня 1925                                                                                  | Аматоре                                  | 4:2        | Адміра (Відень)             | Відень                                                         |  |
| 17:00                                                                                                 | Візер 20' 87' Райтерер 59' Гірлендер 84' | (протокол) | Рунге 22' Кліма 39' Кох 72' | Стадіон: Обер-Санкт-Файт Глядачі: 12 000 Суддя: Густав Кауфман |  |
| Лорман, Блізенець, Тандлер, Прогазка, Райтерер, Бриза, Морокутті, Конрад, Гірлендер, Візер, Мильнарик |                                          |            |                             |                                                                |  |

| 2 тур 6 вересня 1925                                                                               | Рудольфшюгель | 1:1        | Аматоре       | Відень                                                       |  |
| 15:30                                                                                              | Камеш 61'     | (протокол) | Гірлендер 59' | Стадіон: Рудольфшюгель-Плац Глядачі: 5000 Суддя: Е. Ф. Михль |  |
| Лорман, Блізенець, Тандлер, Шредер, Райтерер, Бриза, Морокутті, Конрад, Гірлендер, Візер, Роглічек |               |            |               |                                                              |  |

| 8 тур 4 жовтня 1925                                                                                 | Аматоре                                              | 6:2        | Вінер Шпорт-Клуб    | Відень                                                      |  |
| 15:00                                                                                               | Гірлендер 2' 69' 82' Мильнарик 39' 56' Морокутті 66' | (протокол) | Стрнад 28' Вана 48' | Стадіон: Обер-Санкт-Файт Глядачі: 7000 Суддя: Юліус Цвіккер |  |
| Лорман, Блізенець, Тандлер, Шнайдер, Райтерер, Бриза, Мильнарик, Науш, Гірлендер, Конрад, Морокутті |                                                      |            |                     |                                                             |  |

| 4 тур 18 жовтня 1925                                                                                    | Аматоре                               | 4:0        | Слован (Відень) | Відень                                                       |  |
| 14:30                                                                                                   | Конрад 6' Візер 26' Гірлендер 34' 49' | (протокол) |                 | Стадіон: Обер-Санкт-Файт Глядачі: 5000 Суддя: Густав Кауфман |  |
| Лебензафт, Блізенець, Тандлер, Шнайдер, Райтерер, Бриза, Мильнарик, Конрад, Гірлендер, Візер, Морокутті |                                       |            |                 |                                                              |  |

| 5 тур 24 жовтня 1925                                                                                    | Флорідсдорфер                         | 4:3        | Аматоре                    | Відень                                               |  |
| 15:00                                                                                                   | Друккер 17' Кінгалль 25' Їсда 39' 51' | (протокол) | Візер 32' 35' Райтерер 41' | Стадіон: ФАК-Плац Глядачі: 7000 Суддя: Юліус Цвіккер |  |
| Лорман, Блізенець, Тандлер, Шнайдер, Райтерер, Прогазка, Мильнарик, Конрад, Гірлендер, Візер, Морокутті |                                       |            |                            |                                                      |  |

| 6 тур 31 жовтня 1925                                                                                | Аматоре                                   | 4:1        | Ваккер        | Відень                                                         |  |
| 14:30                                                                                               | Мильнарик 32' Візер 58' Гірлендер 79' 85' | (протокол) | Махгерндль 8' | Стадіон: Обер-Санкт-Файт Глядачі: 6000 Суддя: Вільгельм Шмігер |  |
| Лорман, Блізенець, Тандлер, Шнайдер, Райтерер, Гаєр, Мильнарик, Конрад, Гірлендер, Візер, Морокутті |                                           |            |               |                                                                |  |

| 12 тур 15 листопада 1925                                                                            | Аматоре                                      | 5:1        | Рапід      | Відень                                                        |  |
| 14:00                                                                                               | Гірлендер 5' 82' Мильнарик 50' Візер 64' 87' | (протокол) | Весели 84' | Стадіон: Обер-Санкт-Файт Глядачі: 15 000 Суддя: Генріх Пльхак |  |
| Лорман, Блізенець, Тандлер, Шнайдер, Райтерер, Гаєр, Морокутті, Конрад, Гірлендер, Візер, Мильнарик |                                              |            |            |                                                               |  |

| 9 тур 22 листопада 1925                                                                                | Зіммерингер          | 1:2        | Аматоре                               | Відень                                                 |  |
| 14:00                                                                                                  | Фіртль 44' Ерліх 66' | (протокол) | Візер 50' Мильнарик 71' Гірлендер 76' | Стадіон: Зіммеринг Глядачі: 7000 Суддя: Густав Кауфман |  |
| Лебензафт, Блізенець, Тандлер, Шнайдер, Райтерер, Гаєр, Морокутті, Конрад, Гірлендер, Візер, Мильнарик |                      |            |                                       |                                                        |  |

| 10 тур 29 листопада 1925                                                                          | Аматоре                      | 3:1        | Вінер АК    | Відень                                                      |  |
| 14:00                                                                                             | Гірлендер 49' 52' Конрад 72' | (протокол) | Дюршмід 75' | Стадіон: Обер-Санкт-Файт Глядачі: 8000 Суддя: Генріх Пльхак |  |
| Лебензафт, Тандлер, Шнайдер, Бриза, Райтерер, Гаєр, Морокутті, Конрад, Гірлендер, Науш, Мильнарик |                              |            |             |                                                             |  |

| 11 тур 6 грудня 1925                                                                                   | Хакоах (Відень)                   | 3:3        | Аматоре          | Відень                                                  |  |
| 14:00                                                                                                  | Немеш 35' Вортман 57' Гойслер 74' | (протокол) | Візер 7' 47' 49' | Стадіон: Хакоах-Плац Глядачі: 8000 Суддя: Генріх Пльхак |  |
| Лебензафт, Блізенець, Тандлер, Гаєр, Райтерер, Шнайдер, Морокутті, Конрад, Гірлендер, Візер, Мильнарик |                                   |            |                  |                                                         |  |

| 7 тур 31 січня 1926                                                                                | Аматоре                                         | 4:0        | Вієнна | Відень                                                        |  |
| 14:00                                                                                              | Сінделар 26' Гірлендер 31' Візер 63' (пен.) 85' | (протокол) |        | Стадіон: Обер-Санкт-Файт Глядачі: 15 000 Суддя: Юліус Цвіккер |  |
| Лорман, Блізенець, Тандлер, Шнайдер, Райтерер, Гаєр, Гірлендер, Конрад, Сінделар, Візер, Мильнарик |                                                 |            |        |                                                               |  |

| 13 тур 7 лютого 1926                                                                                | Герта                     | 2:4        | Аматоре                                       | Відень                                                   |  |
| 14:30                                                                                               | Дуспива 23' 46' Пруха 82' | (протокол) | Візер 11' 25' 53' Мильнарик 68' Блізенець 84' | Стадіон: Герта-Плац Глядачі: 10 000 Суддя: Йоганн Андрес |  |
| Лорман, Блізенець, Тандлер, Науш, Райтерер, Шнайдер, Морокутті, Конрад, Гірлендер, Візер, Мильнарик |                           |            |                                               |                                                          |  |

| 14 тур 21 лютого 1926                                                                           | Аматоре                             | 2:2        | Флорідсдорфер          | Відень                                                         |  |
| 14:30                                                                                           | Шнайдер 75' (пен.) Райтер 87' (аг.) | (протокол) | Зайдль 7' Кінгалль 82' | Стадіон: Обер-Санкт-Файт Глядачі: 16 000 Суддя: Густав Кауфман |  |
| Лорман, Шнайдер, Тандлер, Науш, Райтерер, Гаєр, Морокутті, Конрад, Гірлендер, Візер, А. Ванічек |                                     |            |                        |                                                                |  |

| 15 тур 7 березня 1926                                                                             | Адміра (Відень)                       | 3:7        | Аматоре                                                     | Відень                                                     |  |
| 13:30                                                                                             | Рунге 37' Тандлер 64' (аг.) Кліма 84' | (протокол) | Конрад 5' 43' Гірлендер 11' 25' Візер 52' 66' Морокутті 75' | Стадіон: Гоге Варте Глядачі: 12 000 Суддя: Марк Розенцвайг |  |
| Лорман, Блізенець, Тандлер, Шнайдер, Бриза, Гаєр, Морокутті, Конрад, Гірлендер, Візер, А. Ванічек |                                       |            |                                                             |                                                            |  |

| 17 тур 27 березня 1926                                                                          | Вінер Шпорт-Клуб | 0:1        | Аматоре              | Відень                                                      |  |
| 16:20                                                                                           |                  | (протокол) | Гірлендер 72' (пен.) | Стадіон: Шпорт-Клуб-Плац Глядачі: 10 000 Суддя: Ойген Браун |  |
| Лорман, Тандлер, Блізенець, Шнайдер, Бриза, Гаєр, Гірлендер, Конрад, Сінделар, Візер, Морокутті |                  |            |                      |                                                             |  |

| 22 тур 4 квітня 1926                                                                              | Аматоре | 0:1        | Хакоах (Відень)  | Відень                                                      |  |
| 16:30                                                                                             |         | (протокол) | Гольд 35' (пен.) | Стадіон: Гоге Варте Глядачі: 30 000 Суддя: Вільгельм Шмігер |  |
| Лорман, Тандлер, Блізенець, Шнайдер, Бриза, Гаєр, Морокутті, Конрад, Гірлендер, Візер, А. Ванічек |         |            |                  |                                                             |  |

| 18 тур 10 квітня 1926                                                                                 | Ваккер                   | 3:3        | Аматоре                     | Відень                                                  |  |
| 16:30                                                                                                 | Кутан 33' Айгнер 43' 65' | (протокол) | Візер 11' Гірлендер 26' 77' | Стадіон: Ваккер-Плац Глядачі: 9500 Суддя: Юліус Цвіккер |  |
| Лорман, Тандлер, Блізенець, Бриза, Шефчик, Шнайдер, Морокутті, Сінделар, Гірлендер, Візер, А. Ванічек |                          |            |                             |                                                         |  |

| 21 тур 9 травня 1926                                                                                 | Рапід | 0:5        | Аматоре                             | Відень                                                |  |
| 17:00                                                                                                |       | (протокол) | Гірлендер 9' Конрад 27' 35' 40' 78' | Стадіон: Пфаррвізе Глядачі: 25 000 Суддя: Ганс Вернер |  |
| Лорман, Тандлер, Блізенець, Гаєр, Бриза, Шнайдер, Морокутті, Сінделар, Гірлендер, Конрад, А. Ванічек |       |            |                                     |                                                       |  |

| 26 тур 23 травня 1926                                                                               | Вієнна                        | 4:2        | Аматоре              | Відень                                                   |  |
| 17:30                                                                                               | Гшвайдль 9' 72' Булла 35' 42' | (протокол) | Конрад 57' Бриза 66' | Стадіон: Гоге Варте Глядачі: 16 000 Суддя: Юліус Цвіккер |  |
| Лебензафт, Блізенець, Тандлер, Шнайдер, Бриза, Гаєр, Морокутті, Конрад, Сінделар, Візер, А. Ванічек |                               |            |                      |                                                          |  |

| 25 тур 3 червня 1926                                                                             | Слован (Відень) | 1:2        | Аматоре                        | Відень                                                 |  |
| 18:00                                                                                            | Буреш 58'       | (протокол) | Гірлендер 35' (пен.) Візер 38' | Стадіон: Чехішес Герц Глядачі: 8000 Суддя: Ганс Вернер |  |
| Лорман, Шнайдер, Тандлер, Бриза, Райтерер, Гаєр, Морокутті, Конрад, Гірлендер, Візер, А. Ванічек |                 |            |                                |                                                        |  |

| 23 тур 6 червня 1926                                                                            | Вінер АК  | 1:2        | Аматоре                 | Відень                                               |  |
| 17:30                                                                                           | Кайнц 73' | (протокол) | Мильнарик 51' Візер 58' | Стадіон: ВАК-Плац Глядачі: 7000 Суддя: Генріх Пльхак |  |
| Лорман, Шнайдер, Тандлер, Гаєр, Райтерер, Бриза, Морокутті, Конрад, Гірлендер, Візер, Мильнарик |           |            |                         |                                                      |  |

| 24 тур 12 червня 1926                                                                                  | Аматоре                | 2:2        | Зіммерингер                        | Відень                                                      |  |
| 17:30                                                                                                  | Сінделар 40' Візер 52' | (протокол) | Сеста 27' Цілльбауер 29' Даніс 56' | Стадіон: Обер-Санкт-Файт Глядачі: 4000 Суддя: Юліус Цвіккер |  |
| Лорман, Блізенець, Тандлер, Шнайдер, Райтерер, Гаєр, Мильнарик, Сінделар, Гірлендер, Візер, А. Ванічек |                        |            |                                    |                                                             |  |

| 20 тур 19 червня 1926                                                                            | Аматоре   | 1:3        | Герта                             | Відень                                                    |  |
| 17:30                                                                                            | Візер 87' | (протокол) | Гібіш 2' Кеттнер 59' Листопад 64' | Стадіон: Обер-Санкт-Файт Глядачі: 1500 Суддя: Ойген Браун |  |
| Лорман, Шнайдер, Тандлер, Гаєр, Райтерер, Бриза, Морокутті, Конрад, Гірлендер, Візер, А. Ванічек |           |            |                                   |                                                           |  |

| 19 тур 29 червня 1926                                                                             | Аматоре                 | 3:1        | Рудольфшюгель | Відень                                                    |  |
| 17:30                                                                                             | Візер 2' 40' Конрад 15' | (протокол) | Готтвальд 61' | Стадіон: Обер-Санкт-Файт Глядачі: 2000 Суддя: Ганс Вернер |  |
| Лебензафт, Шнайдер, Тандлер, Гаєр, Райтерер, Бриза, Морокутті, Конрад, Сінделар, Візер, Мильнарик |                         |            |               |                                                           |  |

## Кубок Австрії
Час початку матчів: центральноєвропейський (MEZ)
| 1/16 фінала 14 лютого 1926                                                                     | Аматоре                                                            | 8:0        | Фрем (Відень) | Відень                                                       |  |
| 12:00                                                                                          | Гірлендер 23' 87' Візер 33' 39' 42' 45' Морокутті 38' Сінделар 84' | (протокол) |               | Стадіон: Обер-Санкт-Файт Глядачі: 6000 Суддя: Густав Кауфман |  |
| Лорман, Шнайдер, Тандлер, Гаєр, Бриза, Науш, Морокутті, Сінделар, Гірлендер, Візер, А. Ванічек |                                                                    |            |               |                                                              |  |

| 1/8 фінала 28 лютого 1926                                                                       | Аматоре                             | 3:1        | Брігіттенау         | Відень                                                      |  |
| 15:00                                                                                           | Сінделар 65' Візер 107' Конрад 109' | (протокол) | Гофбауер 84' (пен.) | Стадіон: Обер-Санкт-Файт Глядачі: 8000 Суддя: Юліус Цвіккер |  |
| Лорман, Блізенець, Тандлер, Шнайдер, Бриза, Гаєр, Гірлендер, Конрад, Сінделар, Візер, Морокутті |                                     |            |                     |                                                             |  |

| 1/4 фінала 20 березня 1926                                                                       | Вієнна Крикет | 0:11       | Аматоре                                                                                                   | Відень                                                    |  |
| 13:30                                                                                            |               | (протокол) | Конрад 10' Візер 20' (пен.) 27' 78' 87' Сінделар 52' 54' Дюррінгер 61' (аг.) Морокутті 73' (пен.) 77' 85' | Стадіон: Обер-Санкт-Файт Глядачі: 3000 Суддя: Ганс Вернер |  |
| Лорман, Блізенець, Тандлер, Шнайдер, Бриза, Гаєр, Морокутті, Конрад, Сінделар, Візер, А. Ванічек |               |            | |                                                           |  |

| Півфінал 18 квітня 1926                                                                             | Аматоре                                        | 4:2        | Зіммерингер                  | Відень                                                        |  |
| 16:30                                                                                               | Візер 11' (пен.) 75' Гірлендер 13' Ванічек 35' | (протокол) | Вінднер 8' Думзер 84' (пен.) | Стадіон: Обер-Санкт-Файт Глядачі: 10 000 Суддя: Генріх Пльхак |  |
| Лорман, Тандлер, Блізенець, Шнайдер, Бриза, Гаєр, Морокутті, Сінделар, Гірлендер, Візер, А. Ванічек |                                                |            |                              |                                                               |  |

| Фінал 15 травня 1926                                                                            | Вієнна                   | 3:4        | Аматоре                                      | Відень                                                      |  |
| 17:00                                                                                           | Булла 1' 79' Сіклоші 62' | (протокол) | Гірлендер 4' 31' (пен.) Конрад 58' Візер 61' | Стадіон: Гоге Варте Глядачі: 25 000 Суддя: Вільгельм Шмігер |  |
| Лорман, Блізенець, Тандлер, Шнайдер, Бриза, Гаєр, Морокутті, Сінделар, Гірлендер, Конрад, Візер |                          |            |                                              |                                                             |  |

## Товариські матчі
| Товариський матч 18 липня 1925                                                                   | БСК      | 1:5        | Аматоре         | Белград |  |
|                                                                                                  | невідомо | (протокол) | Візер Морокутті |         |  |
| Лорман, Шнайдер, Блізенець, Рой, Райтерер, Прогазка, А. Ванічек, Морокутті, Візер, Кляйн, Шредер |          |            |                 |         |  |

| Товариський матч 19 липня 1925                                                                   | Югославія | 0:1        | Аматоре   | Белград |  |
|                                                                                                  |           | (протокол) | Візер 28' |         |  |
| Лорман, Шнайдер, Блізенець, Рой, Райтерер, Прогазка, А. Ванічек, Морокутті, Візер, Кляйн, Шредер |           |            |           |         |  |

| Товариський матч 25 липня 1925                                                                                 | Конкордія (Загреб) | 0:2        | Аматоре                      | Загреб                         |  |
| |                    | (протокол) | Візер 31' Врбанчич 51' (аг.) | Глядачі: 1500 Суддя: Адолф Пік |  |
| Лорман, Шнайдер, Блізенець, Прогазка, Райтерер, Бриза, Морокутті, Кляйн (Шредер), Гірлендер, Візер, А. Ванічек |                    |            |                              |                                |  |

| Товариський матч 26 липня 1925                                                                                     | Конкордія (Загреб) | 0:5        | Аматоре                                              | Загреб                                                |  |
| |                    | (протокол) | Шредер 46' Візер 65' 78' Морокутті 75' Гірлендер 81' | Стадіон: Конкордіє Глядачі: 1000 Суддя: Ернест Фабріс |  |
| Лорман, Шнайдер, Блізенець, Прогазка, Райтерер, Бриза, Морокутті ('80 Кляйн), Шредер, Гірлендер, Візер, А. Ванічек |                    |            |                                                      |                                                       |  |

| Товариський матч 9 серпня 1925                                                                           | Вієнна Крикет | 1:3      | Аматоре                             | Відень                                          |  |
| 17:30 | Радворник 41' | Протокол | Маєр 26' (аг.) Конрад 42' Візер 79' | Стадіон: Кріау Глядачі: 2800 Суддя: Ганс Вернер |  |
| Лорман, Тандлер, Блізенець, Бриза, Райтерер, Рой, Шредер, Візер, Конрад, Гірлендер (46' Науш), Морокутті |               |          |                                     |                                                 |  |

| Літній турнір 15 серпня 1925                                                                      | Слован (Відень) | 1:4        | Аматоре                                 | Відень                                                        |  |
| 15:30                                                                                             | Ганель 6'       | (протокол) | Гірлендер 3' Візер 17' 63' Прогазка 72' | Стадіон: Чехішес Герц Глядачі: 15 000 Суддя: Альфред Пресслер |  |
| Лорман, Шнайдер, Тандлер, Прогазка, Райтерер, Бриза, Морокутті, Кляйн, Гірлендер, Візер, Роглічек |                 |            |                                         |                                                               |  |

| Літній турнір 16 серпня 1925                                                                                           | Аматоре | 0:0        | Спарта (Прага) | Відень                                                |  |
| 17:30 |         | (протокол) | Гайний 64'     | Стадіон: Зіммеринг Глядачі: 20 000 Суддя: Ганс Вернер |  |
| Лорман, Блізенець, Тандлер, Прогазка, Райтерер (Науш, Райтерер), Бриза, Морокутті, Гірлендер, Конрад, Візер, Мильнарик |         |            |                |                                                       |  |

| Товариський матч 8 вересня 1925 | Аматоре                         | 2:2        | МТК                 | Відень                                                         |  |
| 14:30 | Гірлендер 34' (пен.) Конрад 59' | (протокол) | Єні 14' Мольнар 29' | Стадіон: Обер-Санкт-Файт Глядачі: 18 000 Суддя: Густав Кауфман |  |
| Лорман, Блізенець, Тандлер, Шнайдер, Райтерер, Бриза, Морокутті, Конрад, Гірлендер, Візер, Мильнарик Ремете, Кочиш, І.Шенкей, Ребро, Клебер, Ньюль, Д.Шенкей, Мольнар, Орт, Опата, Єні |                                 |            |                     |                                                                |  |

| Товариський матч 20 вересня 1925                                                                      | Штурм/ГАК | 0:7      | Аматоре                                                 | Грац                                        |  |
| 14:30                                                                                                 |           | Протокол | Мильнарик 4' 17' 64' Гірлендер 9' 23' 25' Морокутті 26' | Стадіон: Груабн Глядачі: 4000 Суддя: Раннер |  |
| Лебензафт, Блізенець, Тандлер, Райтерер, Прогазка, Морокутті, Науш, Гірлендер, А. Ванічек, Мильнарик… |           |          |                                                         |                                             |  |

| Товариський матч 27 вересня 1925                                                                                     | Віктория (Жижков) | 0:2        | Аматоре (Відень)          | Прага |  |
| |                   | (протокол) | Ванічек 16' Мильнарик 77' |       |  |
| Царван... Лебензафт, Шнайдер, Блізенець, Бриза, Райтерер, Прогазка, Роглічек, А. Ванічек, Гірлендер, Науш, Мильнарик |                   |            |                           |       |  |

| Товариський матч 28 вересня 1925 | Спарта (Прага)                                                | 7:2        | Аматоре (Відень)                      | Прага                                     |  |
| | Шимонек 8' Полачек 27' 46' 89' Гоєр 56' (пен.) Балдін 74' 84' | (протокол) | Візер 40' Гірлендер 50' Блізенець 55' | Стадіон: Летна Глядачі: 8000 Суддя: Парпл |  |
| Спарта: Копріва, Гоєр, Стейнер, Коленатий, Пернер, Червений, Горейс, Полачек, Болдин, Шимонек Аматоре: Лорман, Блізенець, Тандлер, Прогазка, Райтерер, Бриза, Морокутті, Науш, Гірлендер, Візер, Роглічек |                                                               |            |                                       |                                           |  |

| Товариський матч 1 листопада 1925                                                                           | Лігеті      | 1:4        | Аматоре                             | Братислава                 |  |
| | Маєр II 47' | (протокол) | Науш 5' 20' Візер 25' Мильнарик 67' | Глядачі: 4000 Суддя: Брюль |  |
| Лорман, Блізенець, Тандлер, Шнайдер, Райтерер, Гаєр, Мильнарик, Конрад, Науш, Візер, Морокутті (А. Ванічек) |             |            |                                     |                            |  |

| Товариський матч 13 грудня 1925                                                                                                   | Страсбур | 1:7        | Аматоре              | Страсбург    |  |
| | Зайлех   | (протокол) | Конрад Науш Сінделар | Суддя: Колен |  |
| Лорман (Лебензафт), Блізенець, Альберт Гайкенвельдер, Гаєр, Райтерер, Йозеф Шнайдер, Роглічек, Науш, Конрад, Сінделар, А. Ванічек |          |            |                      |              |  |

| Товариський матч 19 грудня 1925                                                                                                   | Янг Феллоуз | 1:3        | Аматоре                           | Цюрих                          |  |
| | Дьюркович   | (протокол) | Гірлендер 15' Візер Морокутті 85' | Глядачі: 1500 Суддя: Жак Іррль |  |
| Лебензафт, Блізенець (46' невідомо), Тандлер, Шнайдер, Райтерер, Гаєр, А. Ванічек, Візер, Гірлендер, Конрад (46' Науш), Морокутті |             |            |                                   |                                |  |

| Товариський матч 20 грудня 1925                                                                            | Берн  | 1:5        | Аматоре                | Берн                     |  |
| | Мотта | (протокол) | Візер Сінделар Ванічек | Глядачі: 2500 Суддя: Рус |  |
| Лорман, Шнайдер, Тандлер, Науш, Райтерер, Гаєр, А. Ванічек, Візер, Сінделар, Конрад, Морокутті (Гірлендер) |       |            |                        |                          |  |

| Товариський матч 25 грудня 1925                                                                            | Збірна Брюсселя          | 2:3        | Аматоре             | Брюссель                                                  |  |
| | Ван дер Гаутен 10' Коште | (протокол) | Гірлендер Мильнарик | Стадіон: Шарль Маліс Глядачі: 10 000 Суддя: Джон Лангенус |  |
| Лебензафт, Тандлер, Блізенець, Бриза, Райтерер, Шнайдер, Мильнарик, Сінделар, Гірлендер, Конрад, Морокутті |                          |            |                     |                                                           |  |

| Товариський матч 27 грудня 1925                                                                                 | Збірна Парижа | 1:4               | Аматоре                          | Париж                                                 |  |
| | Дарк 8'       | (протокол) (звіт) | Мильнарик 24' 65' 70' 74' (пен.) | Стадіон: Стад Бюффало Глядачі: 15 000 Суддя: Жерарден |  |
| Лорман, Тандлер, Блізенець, Бриза, Райтерер, Шнайдер, Мильнарик, Візер (25' Науш), Гірлендер, Конрад, Морокутті |               |                   |                                  |                                                       |  |

| Товариський матч 3 січня 1926                                                                          | Гавр | 2:5        | Аматоре                   | Гавр         |  |
| | Реак | (протокол) | Конрад Сінделар Гірлендер | Суддя: Жонес |  |
| Лорман, Тандлер, Блізенець, Шнайдер, Райтерер, Гаєр, Морокутті, Гірлендер, Сінделар, Конрад, Мильнарик |      |            |                           |              |  |

| Товариський матч 9 січня 1926                                                                                | Стад Борделе     | 2:5        | Аматоре                             | Бордо                      |  |
| | Лафонтан Фрамбер | (протокол) | Мильнарик Гірлендер Конрад Сінделар | Глядачі: 3000 Суддя: Пойяк |  |
| Лорман, Блізенець, Тандлер, Шнайдер, Райтерер, А. Ванічек, Морокутті, Конрад, Гірлендер, Сінделар, Мильнарик |                  |            |                                     |                            |  |

| Товариський матч 10 січня 1926                                                                               | Бастидьенн | 1:8        | Аматоре                             | Бордо                       |  |
| | Леклерк    | (протокол) | Гірлендер Сінделар Морокутті Конрад | Глядачі: 8000 Суддя: Перрье |  |
| Лорман, Блізенець, Тандлер, Шнайдер, Райтерер, А. Ванічек, Морокутті, Конрад, Сінделар, Гірлендер, Мильнарик |            |            |                                     |                             |  |

| Товариський матч 16 січня 1926  | Нордштерн (Базель)      | 3:2        | Аматоре          | Базель                     |  |
|                                 | Крістен Гайдіг Флубагер | (протокол) | Конрад Морокутті | Глядачі: 500 Суддя: Геррен |  |
| Морокутті (А. Ванічек), Конрад… |                         |            |                  |                            |  |

| Товариський матч 17 січня 1926                                                                          | Серветт | 1:5        | Аматоре                        | Женева |  |
| | Люті    | (протокол) | Морокутті Гірлендер 42' Конрад |        |  |
| Лорман, Блізенець, Тандлер, Шнайдер, Райтерер, Гаєр, Морокутті, Конрад, Гірлендер, Сінделар, А. Ванічек |         |            |                                |        |  |

| Великодній кубок 5 квітня 1926                                                                               | Слован (Відень)          | 2:3        | Аматоре               | Відень                                                 |  |
| 14:30 | Здарський 59' Ганель 76' | (протокол) | Морокутті 42' 74' 84' | Стадіон: Гоге Варте Глядачі: 9000 Суддя: Адольф Мюллер |  |
| Лорман (46' Лебензафт), Блізенець, Тандлер, Шнайдер, Бриза, Гаєр, Морокутті, Шефчик, Науш, Візер, А. Ванічек |                          |            |                       |                                                        |  |

| Товариський матч 24 квітня 1926                                                                      | Ференцварош | 0:4        | Аматоре                                       | Будапешт                                                 |  |
| |             | (протокол) | Сінделар 18' Ванічек 24' Візер 52' (пен.) 68' | Стадіон: Хунгарія ут Глядачі: 10 000 Суддя: Йожеф Шислер |  |
| Лорман, Шнайдер, Блізенець, Гаєр, Райтерер, Бриза, А. Ванічек, Візер, Гірлендер, Сінделар, Морокутті |             |            |                                               |                                                          |  |

| Товариський матч 25 квітня 1926 | МТК               | 2:2        | Аматоре                    | Будапешт                                                   |  |
| | Буш 34' Опата 50' | (протокол) | Сінделар 33' Морокутті 77' | Стадіон: Хунгарія керут Глядачі: 15 000 Суддя: Шандор Біро |  |
| Ремете, Кошич, І.Шенкей, Ребро, Клебер, Надлер, Браун, Мольнар, Опата, Буш, Єні Лорман, Гаєр, Шнайдер, Науш, Райтерер, Бриза, Морокутті, Сінделар, Гірлендер, Візер, А. Ванічек (75' Шефчик) |                   |            |                            |                                                            |  |

| Товариський матч 28 квітня 1926 | Бачка 1901 | 1:5        | Аматоре                     | Суботиця |  |
|                                 | невідомо   | (протокол) | Сінделар Кляйн Шефчик Візер |          |  |
| Шефчик, Сінделар, Візер, Кляйн… |            |            |                             |          |  |

| Товариський матч 1 травня 1926                                                                | Ілірія | 0:4        | Аматоре                                    | Любляна                      |  |
|                                                                                               |        | (протокол) | Гаєр 4' Сінделар Науш 30' Кляйн 72' (пен.) | Глядачі: 1500 Суддя: Вотисек |  |
| Лебензафт, Блізенець, Тандлер, Шнайдер, Райтерер, Бриза, Кляйн, Гаєр, Сінделар, Науш, Шварц V |        |            |                                            |                              |  |

| Товариський матч 2 травня 1926                                                             | Ілірія            | 3:4        | Аматоре                | Любляна                      |  |
|                                                                                            | Доберлет Оман 77' | (протокол) | Сінделар Кляйн Шварц V | Глядачі: 2000 Суддя: Вотисек |  |
| Лебензафт, Шнайдер, Тандлер, Шефчик, Райтерер, Бриза, Кляйн, Гаєр, Сінделар, Науш, Шварц V |                   |            |                        |                              |  |

| Товариський матч 20 травня 1926                                                                       | Аматоре                                    | 3:5        | Арсенал                                                   | Відень                                                   |  |
| 18:00                                                                                                 | Ванічек 27' Гірлендер 50' Візер 78' (пен.) | (протокол) | Ремзі 3' Брейн 29' Бакен 31' Батлер 57' Паркер 61' (пен.) | Стадіон: Гоге Варте Глядачі: 25 000 Суддя: Юліус Цвіккер |  |
| Лорман, Блізенець, Тандлер, Шнайдер, Райтерер, Бриза, Морокутті, Конрад, Гірлендер, Візер, А. Ванічек |                                            |            |                                                           |                                                          |  |

| Турнір П'ятидесятниці 24 травня 1926                                                               | Аматоре                          | 3:2        | Рапід                | Відень                                               |  |
| 15:30                                                                                              | Науш 5' Сінделар 10' Шнайдер 22' | (протокол) | Весели 4' Золіль 51' | Стадіон: Гоге Варте Глядачі: 8000 Суддя: Ганс Вернер |  |
| Лебензафт, Шнайдер, Блізенець, Бриза, Райтерер, Гаєр, Морокутті, Науш, Сінделар, Візер, А. Ванічек |                                  |            |                      |                                                      |  |

| Товариський матч 9 червня 1926 | Славія (Прага)                                                  | 6:0        | Аматоре | Прага                                      |  |
| 18:30 | Подразіл 6' 27' 76' Прінц 17' (аг.) Гоєр 71' (пен.) Свобода 83' | (протокол) |         | Стадіон: Летна Глядачі: 8000 Суддя: Матура |  |
| Земан, Ф.Гоєр, Сейферт, Шиндерарж, Стеффль, Чипера, Подразіл, Свобода, Шолтис, Янса, Шимонек Лорман, Блізенець, Шнайдер, Бриза, Райтерер, Принц, Кляйн, Гаєр, Шефчик, Візер, Морокутті |                                                                 |            |         |                                            |  |

### Матчі комбінованої команди
| Товариський матч 14 березня 1926                                                                                 | Жиденіце          | 3:2        | Аматоре/Адмира            | Брно          |  |
| | Лаштовичка Смолка | (протокол) | Палько 10' Сінделар Бриза | Суддя: Старий |  |
| Лебензафт, Блізенець, Георг Фоці, Рой, Бриза, Рудольф Вострак, Йожеф Палько, Йозеф Вайсс, Сінделар, Науш, Бовале |                   |            |                           |               |  |

| Товариський матч 26 травня 1926                                                                                                   | Рапід/Аматоре | 1:0        | Арсенал | Відень                                                      |  |
| 18:00 | Візер 43'     | (протокол) |         | Стадіон: Обер-Санкт-Файт Глядачі: 15 000 Суддя: Ганс Вернер |  |
| Вальтер Файгль, Шнайдер, Роман Шрамзайс, Леопольд Нич, Бриза, Йоганн Ріхтер, Морокутті, Науш, Візер, Фердинанд Весели, Я. Ванічек |               |            |         |                                                             |  |

## Статистика гравців
| Поз. | Гравець             | Ліга  | Ліга | Кубок Австрії | Кубок Австрії | Всього | Всього |
| Поз. | Гравець             | Матчі | Голи | Матчі         | Голи          | Матчі  | Голи   |
| ---- | ------------------- | ----- | ---- | ------------- | ------------- | ------ | ------ |
| Вр   | Генріх Лебензафт    | 6     | –10  | 0             | 0             | 6      | –10    |
| Вр   | Теодор Лорман       | 18    | –29  | 5             | –6            | 23     | –35    |
| Зах  | Віктор Блізенець    | 18    | 0    | 4             | 0             | 22     | 0      |
| Зах  | Йоганн Тандлер      | 24    | 0    | 5             | 0             | 29     | 0      |
| ПЗ   | Фрідріх Бриза       | 15    | 1    | 5             | 0             | 20     | 1      |
| ПЗ   | Карл Гаєр           | 17    | 0    | 5             | 0             | 22     | 0      |
| ПЗ   | Вальтер Науш        | 4     | 0    | 1             | 0             | 5      | 0      |
| ПЗ   | Карл Принц          | 0     | 0    | 0             | 0             | 0      | 0      |
| ПЗ   | Карл Прогазка       | 2     | 0    | 0             | 0             | 2      | 0      |
| ПЗ   | Макс Райтерер       | 18    | 2    | 0             | 0             | 18     | 2      |
| ПЗ   | Франц Рой           | 0     | 0    | 0             | 0             | 0      | 0      |
| ПЗ   | Вільгельм Шефчик    | 1     | 0    | 0             | 0             | 1      | 0      |
| ПЗ   | Карл Шнайдер        | 22    | 1    | 5             | 0             | 27     | 1      |
| ПЗ   | Леопольд Шредер     | 1     | 0    | 0             | 0             | 1      | 0      |
| Нап  | Антон Ванічек       | 9     | 0    | 3             | 1             | 12     | 1      |
| Нап  | Янош Ванічек        | 0     | 0    | 0             | 0             | 0      | 0      |
| Нап  | Густав Візер        | 21    | 25   | 5             | 12            | 26     | 37     |
| Нап  | Енгельберт Кляйн    | 0     | 0    | 0             | 0             | 0      | 0      |
| Нап  | Кальман Конрад      | 22    | 10   | 3             | 3             | 25     | 13     |
| Нап  | Йозеф Мильнарик     | 14    | 7    | 0             | 0             | 14     | 7      |
| Нап  | Вільгельм Морокутті | 22    | 2    | 5             | 4             | 27     | 6      |
| Нап  | Йосеф Роглічек      | 1     | 0    | 0             | 0             | 1      | 0      |
| Нап  | Маттіас Сінделар    | 7     | 2    | 5             | 4             | 12     | 6      |
| Нап  | Віктор Гірлендер    | 22    | 22   | 4             | 5             | 26     | 27     |
| Нап  | Шварц V             | 0     | 0    | 0             | 0             | 0      | 0      |